# Dunkle Langzungenfledermaus
Die Dunkle Langzungenfledermaus (Lionycteris spurrelli) ist eine Fledermausart in der monotypischen Gattung Lionycteris innerhalb der Familie Blattnasen (Phyllostomidae).

## Merkmale
Die Kopf-Rumpf-Länge liegt bei 50 mm, der Schwanz wird etwa 10 mm lang. Die Art wiegt rund 9 g, Männchen sind durchschnittlich etwas schwerer als Weibchen. Das Fell hat eine braune bis rotbraune Farbe. Wie andere Vertreter der Unterfamilie Lonchophyllinae, hat Lionycteris spurrelli eine langgestreckte Schnauze und bürstenähnlichen Papillen auf der langen Zunge. Das Nasenblatt ist kürzer und breiter als bei den Arten der Nektarfledermäusen (Lonchophylla). Lionycteris spurrelli weicht auch im Aufbau der Backenzähne von nahe verwandten Blattnasen ab.

## Verbreitung und Lebensweise
Diese Fledermausart kommt in Südamerika vom Amazonasbecken nordwärts vor und erreicht den Süden Panamas. Sie hält sich im Flachland und in Gebirgen bis 1400 Meter Meereshöhe auf. Der Lebensraum wird hauptsächlich aus tropischen Regenwäldern und feuchten Savannen gebildet. Lionycteris spurrelli besucht weiterhin Plantagen und Gärten.
Felsspalten und Höhlen dienen der Art als Ruheplatz. In letzteren bilden sich gelegentlich Kolonien mit mehr als tausend Individuen. Es wird angenommen, dass sich Lionycteris spurrelli genau wie die Lonchophylla-Arten von Nektar, Pollen, Früchten und Insekten ernährt.

## Status
Lionycteris spurrelli wird in Regionen mit Karst häufig angetroffen. Die Weltnaturschutzunion (IUCN) listet die Art als „nicht gefährdet“ (Least Concern).